# Asplenium septentrionale x germanicum
Asplenium septentrionale x germanicum là một loài dương xỉ trong họ Aspleniaceae. Loài này được Waisb. mô tả khoa học đầu tiên năm 1903.
Danh pháp khoa học của loài này chưa được làm sáng tỏ. 

## Hình ảnh

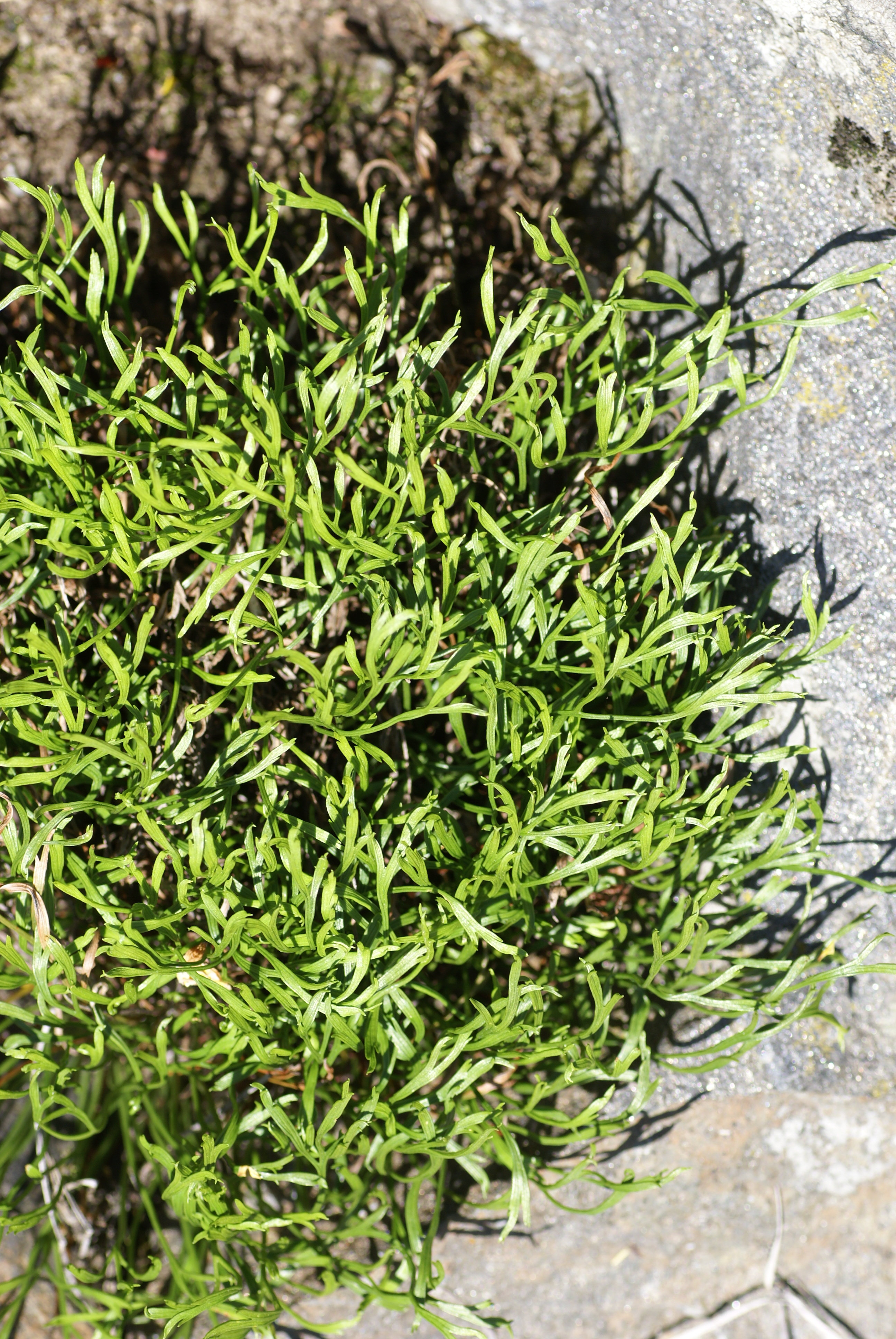
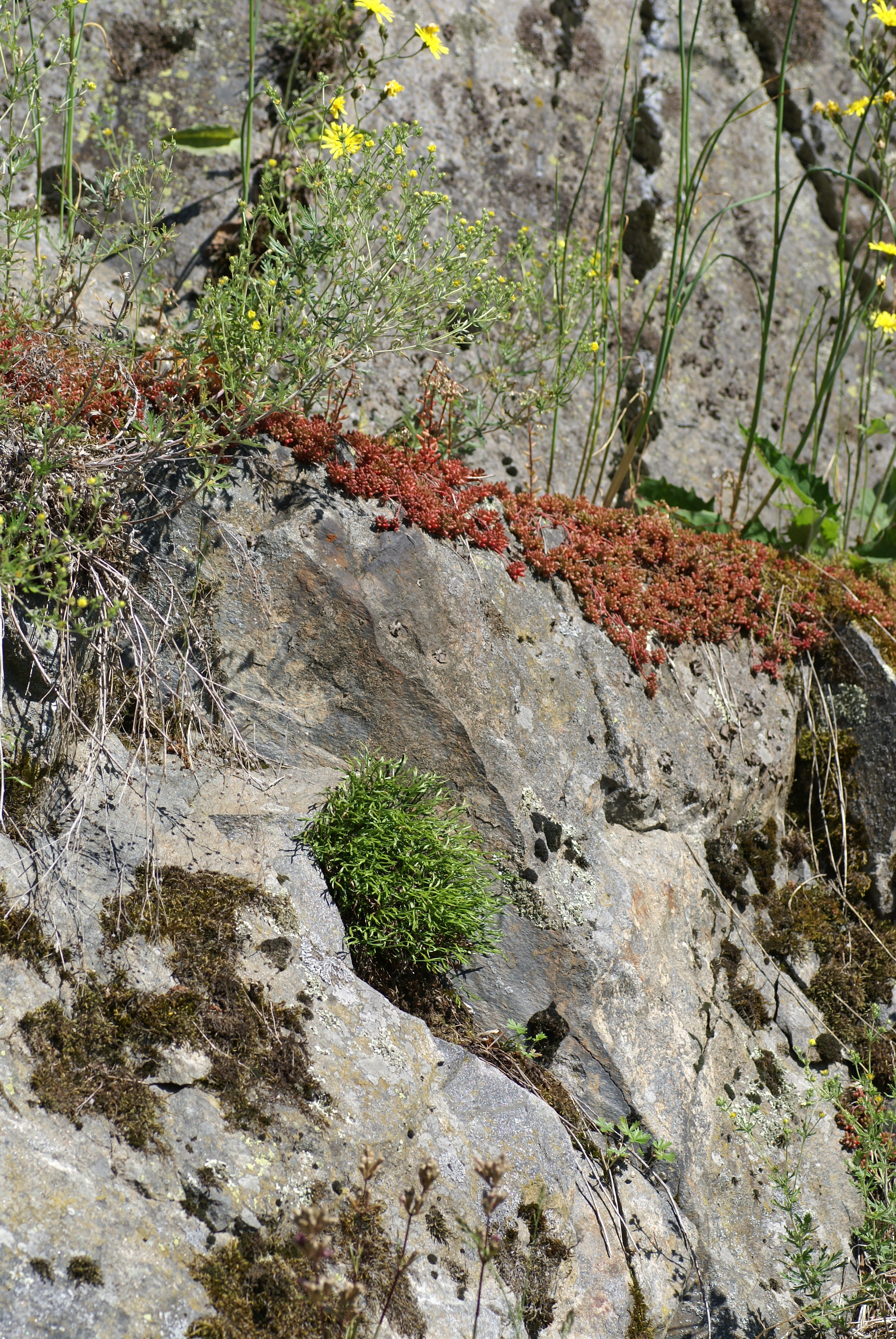
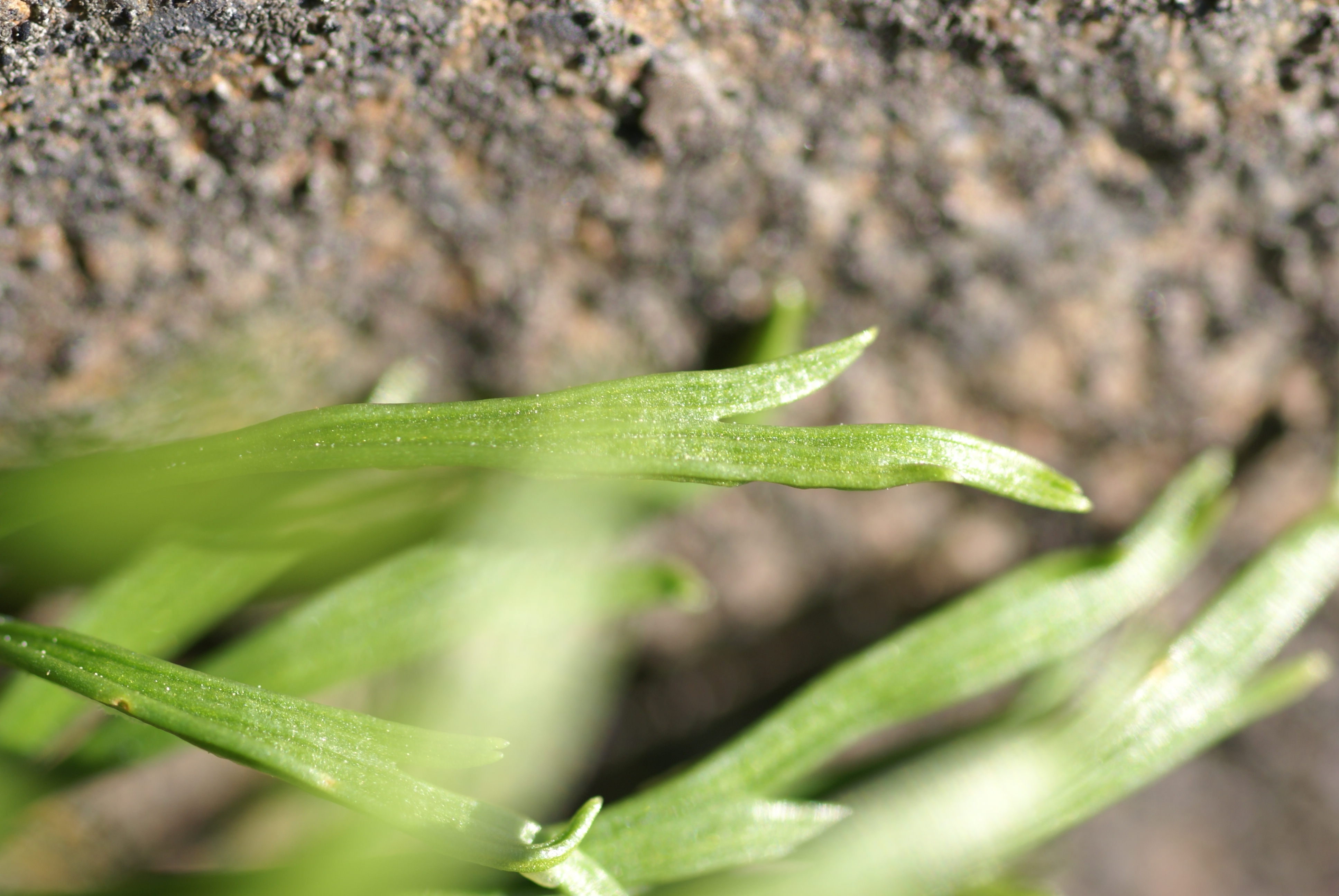
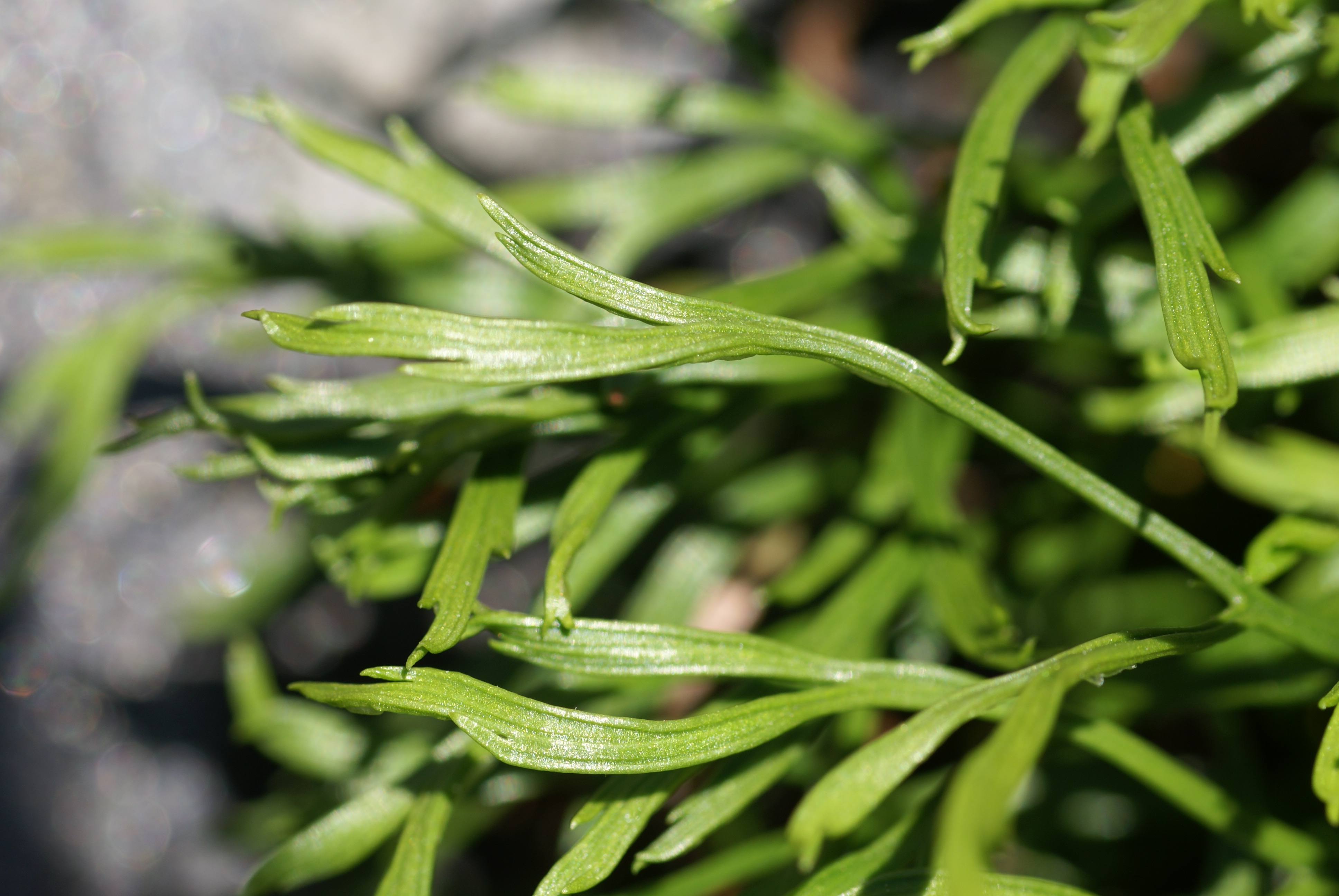